# Roccamonfina (Italia)
Roccamonfina es un municipio situado en el territorio de la provincia de Caserta, en la Campania (Italia). Está situado al pie del extinto volcán Roccamonfina.

## Demografía
| Gráfica de evolución demográfica de Roccamonfina entre 1861 y 2001 |
|                                                                    |
| Fuente ISTAT - elaboración gráfica de Wikipedia                    |